# Euxoa flavorenalis
Euxoa flavorenalis är en fjärilsart som beskrevs av Bubacek 1926. Euxoa flavorenalis ingår i släktet Euxoa och familjen nattflyn. Inga underarter finns listade i Catalogue of Life.